# Strasseriopsis tsugae
Strasseriopsis tsugae är en svampart som först beskrevs av Tak. Kobay., och fick sitt nu gällande namn av B. Sutton & Tak. Kobay. 1970. Strasseriopsis tsugae ingår i släktet Strasseriopsis, divisionen sporsäcksvampar och riket svampar.   Inga underarter finns listade i Catalogue of Life.